# Úvahy o Evropě

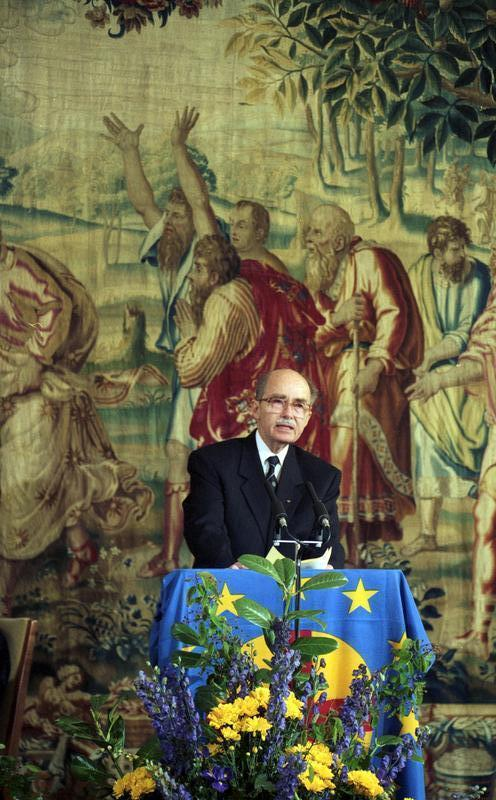
Autor knihy Úvahy o Evropě, Otto von Habsburg v Bonnu při udílení ceny hraběte Coudenhove-Kalergiho Helmutu Kohlovi. Pozn. řečnický stolek je pokryt zástavou Panevropské unie

Kniha Úvahy o Evropě je dílem politika, někdejšího poslance Evropského parlamentu a předsedy Paneuropa-Union, dr. Otto von Habsburga. Autor se v knize zamýšlí nad minulostí a současností Evropy a na jejich vzájemné součinnosti v historických souvislostech.

## Kapitoly
Obsah:
- Předmluva – (napsal doc. Rudolf Kučera)

1. Císařové Západu
2. Karel IV.
3. Vojevůdce říše
4. Místo zvratu – Hradec Králové
5. Říše v dunajském prostoru
6. Císař František Josef
7. Karel z rakouské dynastie
8. Na sklonku tisíciletí
9. Říše a právo
10. Střední říše
11. Rekonstrukce na Dunaji
12. Židovské dědictví
13. Zpátky ke středu
14. Slovanská dimenze
15. Češi a Němci
16. Od Vratislavi až po Kronštadt
17. Jakou budoucnost má Rakousko?
18. Panevropský piknik
19. Strach z Německa
20. Evropa bez Boha?
21. O funkci dějin
22. Síla dějin
23. Konec dějin?

Dodatek – Životní osudy autora Otty Habsburského – (napsal dr. Milan M. Buben)

## Rozbor díla
Otto von Habsburg se v této své knize pokouší o nástin vývoje evropského dění s důrazem na pochopení vývoje ve středoevropském prostoru a jeho začlenění do západního okruhu a to s ohledem na historický vývoj od starověku po současné dějiny v tematických kulturních souvislostech založených na křesťanství, coby jednoho ze základních pilířů evropské civilizace, kultury, společnosti. V jednotlivých kapitolách se zamýšlí pohledem Evropana nad historickými událostmi.

## Kapitoly

### Karel IV.
Autor vykresluje postavu velikého panovníka českých, ale i říšských a evropských dějin. Popisuje jej jako výjimečnou osobnost, spojnici mezi francouzským, německým a slovanským prostředím, císař, jenž rozšířil horizont říše směrem na východ, když učinil Prahu říšským hlavním městem. Nicméně dodává, že se tomuto zřejmě největšímu panovníkovi českých dějin, nepodařilo vládu podepřít také vertikálně, napříč více generacemi. Fakt, že se lucemburský panovnický rod dlouho neudržel u moci, připisuje autor nejen jeho vymření po meči, ale především skutečnosti, že Habsburkové, na rozdíl od Lucemburků, i přes rodové rozepře vždy dokázali stát při sobě a směřovat jedním směrem. Lucemburkové si byli s Habsburky v mnohém velmi blízcí, jednak podobným prostředím svých původů, ale především to byl souzvuk při jejich spolupráci na jednotě říše. Oba rody slaďovaly svou rodinnou a říšskou politiku tak, aby se mohly vzájemně zastoupit v případě vymření jednoho z nich.
- Citát z kapitoly: „Současná evropská integrační politika je pokračováním hlavních linií a zásad říše, které přežily rok 1806, neboť jejich platnost je trvalá.“

### Židovské dědictví
Bez Židů by nebylo ani křesťanského Západu ani naší středoevropské kultury. Jen svéhlavý národ jako Židé mohl přestát všechny hrůzy a pronásledování a uchovat se dodnes. Židé, nejen ve střední Evropě, působili jako sjednocující prvek, jako most mezi kulturami, protože byli podobně jako celá habsburská říše, nadnárodní. Samotná habsburská dynastie a její panovníci měli v minulosti k Židům vždy velmi blízko.: ať již to byly dávné svazky z dob Španělského království v Toledu, kde vedle sebe židé, křesťané a mohamedáni žili v míru, nebo společný boj proti Hitlerovi. Také v Rakousku-Uhersku byli Židé velmi důležití. Antisemitská propaganda se opakovaně pokoušela označit Židy za zrádce, přitom prvním rakousko-uherským padlým v první světové válce byl Žid Jakob Dukatenzähler z Kolomeje. Židé rovněž hráli rozhodující roli v císařské armádě a je příznačné, že si žádná jiná skupina obyvatel monarchie nevysloužila tolik nejvyšších vyznamenání jako právě Židé v první světové válce. Nezanedbatelný je také vliv Židů na jazyky (konkrétně na němčinu: „nejen ve Vídni, ale také v Praze, nebo Černovcích pěstovali židovští literáti nejkrásnější němčinu"). Rovněž jeden z největších úspěchů starého Rakouska, Moravské vyrovnání mezi Němci a Čechy v Brně roku 1905 vyšel z iniciativy židovských členů Moravského zemského sněmu.
- Citát z kapitoly: „Židé byli stejně jako Svatá říše římská a Rakousko-Uherská monarchie zaměřeni nadnárodně. Přirozeně to mělo za následek stále nové konflikty a pronásledování, především v dobách náboženských rozepří. Později však, od doby Josefa II., vykonávalo středoevropské židovstvo stále větší míře spojující funkci mezi národy, až do doby, kdy padlo za oběť nacionalistickému šílenství. Dědictví evropských Židů nás zavazuje a je jedno, k jakému vyznání patříme. Tento úkol daleko přesahuje střední Evropu. Při zřizování nového světového řádu po zhroucení jaltského systému jsou předurčena ke spolupráci tři Náboženství Knihy: křesťanství, židovství a islám. Jen společně mohou překonat ateistický materialismus a jeho nacionalistické odnože. Po katastrofách našeho století dostáváme ještě jednu šanci. Využít ji, znamená věřit jednomu společnému Bohu.“ (Str. 89)

### Slovanská dimenze
Autor poukazuje na to, že na evropském znovunalézání své slovanské dimenze má největší zásluhu hrdinství některých Slovanů. Zmíněn je zejména tajnou komunistickou policií zavražděný polský farář Popieluzsko a vytýká západním představitelům, že i po tragickém konci tohoto mučedníka, s Jaruzelského režimem provozovali „normální“ vztahy. Podobně hovoří autor i o starém a kulturním ukrajinském národě, který trpěl komunismem a navíc pod silným ruským tlakem. Světem opuštěni, byli Ukrajinci považováni za součást Ruska, dále vyzdvihuje úlohu ukrajinsko-katolické církve. Velký význam rovněž připisuje polskému papeži Janu Pavlovi II., který mj. prohlásil sv. Cyrila a Metoděje za slovanské apoštoly a patrony Evropy. Autor pak kapitolu uzavírá konstatováním, že se Poláci a Ukrajinci, Češi a Slováci, Slovinci a Chorvaté, Bulhaři a Bělorusové vydávají na cestu zpět do Evropy. Tvrdí, že ještě nějaký čas bude trvat, než tyto národy překonají přežívající nacionalistické a komunistické tendence. Považuje středoevropské slovanské národy za most mezi Evropou a ohromnou ruskou kulturou a panslavismus za mrtvý. Varuje však před tím, aby na jeho místo nastoupily stejně nebezpečné iracionální nacionalismy – v tomto kontextu zmiňuje Miloševiće.
- Citát z kapitoly: „Evropa musí získat zpět svou slovanskou dimenzi, ale stejně tak musí být mezi Slovany probuzena k novému životu dimenze evropská, která byla po desetiletí potlačována.“ (str. 93)

## Český překlad
Česky vyšla kniha v roce 1993, v překladu Vladimíra Krause, kdy texty k českému vydání z německého originálu vybral a připravil Bernd Posselt. Knihu opatřil předmluvou předseda české sekce Panevropské unie, doc. Rudolf Kučera a doslov napsal historik dr. Milan M. Buben. Odpovědným redaktorem pak byl Adam Drda. Grafickou podobu obálky navrhl a upravil Zbyněk Benýšek. Knihu vydalo nakladatelství Panevropa Praha s.r.o. (Praha 2, Vyšehradská 4) jako svou druhou publikaci, v prvním českém vydání knihy. Vytiskl tisk Dragon Press, Klatovy. Copyright Panevropa Praha s.r.o.
- ISBN 80-900034-6-X